# Šenturška Gora
Šenturška Gora – wieś w Słowenii, w gminie Cerklje na Gorenjskem. W 2018 roku liczyła 169 mieszkańców.